# Stenocephalemys griseicauda
Stenocephalemys griseicauda és una espècie de mamífer rosegador de la família dels múrids. És endèmic d'Etiòpia, on viu a altituds d'entre 2.400 i 3.900 msnm. Els seus hàbitats naturals són els herbassars i matollars d'altiplà. És una espècie en risc mínim, és a dir, no sembla que hi hagi cap amenaça significativa per a la seva supervivència. El seu nom específic, griseicauda, significa 'cuagrís' en llatí.